# آخوندک آراسته سری‌لانکا
آخوندک آراسته سری‌لانکا (نام علمی: Compsomantis ceylonica) نام یک گونه از سرده آخوندک‌های آراسته است.